# マリリン・ランジ
マリリン・ランジ（Marilyn Lange、1952年1月12日 - ）は、アメリカ合衆国の女性モデル。1974年5月のPlaymate of the Month, 1975年のPlaymate of the Yearとして知られる。

## 経歴・人物
1952年1月12日、ニュージャージー州ユニオン郡ウェストフィールドに生まれる。
1970年、Westfield High School卒業。その後まもない18歳のとき、高校の同級生でThe CrittersメンバーのJeffrey Alan Pelosiと結婚。この結婚は長続きしなかった。
1974年5月のPlaymate of the Monthに選ばれる。この時点ではニュージャージー州で秘書専門学校に通っていた。休暇で訪れたハワイでボーイフレンドのKipと出会い、ホノルルのアパートを共同で借りる。彼女とボーイフレンドは中国製の古い船を改装したレストランで働く。彼女はカクテル・ウェイトレスを、キップはピアノバーを担当したが、新婚生活の予定はなかった。マリリンにはハワイで生活するつもりはなく、本土に戻るつもりでいた。
ハワイ在住中にはサッカーをプレイしており、プロ・サッカーチームのChicago Stingは1976年の北米サッカーリーグドラフトで彼女を指名した（宣伝行為の一環）。マネージャーのJim Walkerは「彼女が見せてくれるものが好きだった」と語っている。北米サッカーリーグドラフトで最初に指名された女性であるが、シカゴ・スティングでは1分もプレイしていない。
アメリカ、ドイツ、フランス（1975年）、ブラジル（1979年）で何回かプレイボーイの表紙を飾る。その後は無名の一般人に戻り、プレイボーイに登場することはない。漫画家のにしまきとおるは好きなプレイメイトとしてジャネット・ルポーとマリリン・ランジを挙げている。

## 出版

### PLAYBOY
- Playboy's Girls of Summer (1983)
- Playboy's Playmates - The Second Fifteen Years (1984)
- Playboy's Playmates of the Year （1986年11・12月）
- Playboy's Wet & Wild Women （1987年7・8月）
- Playboy's Holiday Girls （1987年11・12月）
- Playboy's Calendar Playmates (1992年11月)
- Playboy's Pocket Playmates v1n4 (1976-1971)
- Playboy's Facts & Figures （1997年10月）
- Playboy's Book of Lingerie （1999年3・4月）
- Playboy's Celebrating Centerfolds Vol. 4 (2000年1月25日)
- Playboy's Centerfolds Of The Century (2000年4月)
- Playboy's Playmates of the Year （2000年12月）

### その他
- Gretchen Edgren Tom Morrow訳 (2005) (フランス語). Le Livre des Playmates : Six Décennies de Charme. Taschen GmbH. ISBN 3-8228-4385-7 - 178頁